# プレスネット
『プレスネット』は、広島県東広島市に本社を置く株式会社プレスネットが発行している週刊のフリーペーパーである。紙面に掲載される名称は『THE WEEKLY PRESSNET』（ざ・ういーくりー・ぷれすねっと）。

## 概要
1999年創刊。2023年12月現在、広島県東広島市で毎週6万部を発行。発行日は毎週木曜日。
紙面は日刊紙と同じブランケット判で、ページ数は16ページ。広島県東広島市内の買い物やレジャー、グルメなど幅広いジャンルを扱う。町の出来事や行政情報、社会問題なども掲載。フリーペーパーでは珍しく、時事通信社の配信ニュースも掲載している。

紙面は、駅や商業施設などへのラック設置と、住宅への戸別配布の二通りの方法で配られている。
自社媒体の発行だけでなく、チラシやパンフレットなどの編集・制作も請け負う。広島県東広島市の事業にも参画しており、2023年度は市広報紙の特集部分の編集業務を受託。広報誌との連動企画を紙面で掲載している。

## クロスメディア
東広島市の情報を発信する手段として、紙媒体だけでなく自社で運営するポータルサイトを活用したり、地元コミュニティFM局とのコラボを実施している。

### ポータルサイト
2009年（平成21年）に総務省ユビキタス特区事業の受託事業として地域総合ポータルサイト「ジモ通＋（プラス）」を開設。地元のニュースをWEBサイトでも発信する。2020年（令和2年）、サイトをリニューアルし「東広島デジタル」に改名。

### コミュニティFM放送
本社建物の1階には、コミュニティFM放送局「FM東広島」の事務所とスタジオがあり、プレスネット紙面と同局番組でしばしばコラボ企画を実施。記者がFMの番組に出演したり、FMのパーソナリティーが紙面やポータルサイトに登場したりすることもある。

## 歴史
- 1999年（平成11年）8月7日-サンプレス社グループから「株式会社プレスネット」に社名変更、新聞名も「ＴＨＥ ＷＥＥＫＬＹ プレスネット」に変更
- 2001年（平成13年）1月-新日本海新聞社と業務提携、１月１日号より新聞のページ数を12ページから16ページに拡大
- 同年7月- 株式会社ティ・ジョイと共同で「CINEMA NEWS」東広島版（タブロイド判24ページ）を創刊
- 同年10月-広島県竹原市で「プレスネット海岸通り」を創刊
- 同年12月-合人社計画研究所と共同で「ウェンディ広島」を創刊
- 2002年（平成14年）10月- RCC総合企画と共同で「なんでもガイド」を発行
- 2003年（平成15年）-8月23日号より海岸通りとプレスネットを統合
- 2004年（平成16年）4月- 「CINEMA NEWS」広島バルト11創刊（B５判16ページ）
- 2005年（平成17年）11月10日-新日本海新聞社と共同出資で株式会社週刊大阪日日新聞社を大阪市中央区に設立し、11月12日 に「週刊大阪日日新聞」創刊
- 2006年（平成18年）3月- 「まちには色んなBOSSがいる」発行
- 2009年（平成21年）2月-大学生向け媒体「H2U」発行
- 同年11月-総務省依託ICT経済・地域活性化基盤事業（「ユビキタス特区事業」地域総合ポータルサイト「ジモ通＋（プラス）」）立ち上げ
- 2010年（平成22年）2月-総務省委託事業「ジモ通＋」プロジェクトで東広島市内5カ所にデジタルサイネージを設置
- 2015年（平成27年）1月-「竹鶴政孝物語」発行
- 2019年（令和元年）5月-「心のめばえ　アヤと過ごすジイジのほのぼの日記」（著・牟田泰三）発行
- 2020年（令和2年）-4月30日号で1000号
- 同年9月-地域情報サイト「東広島デジタル」開設[6]
- 2023年（令和5年）4月26日-「G7広島サミットガイドブック」発行（制作実行委員会の一員として参加）[7]

## 受賞
- 2016年（平成28年）12月-日本タウン誌・フリーペーパー大賞2016　タブロイド部門「優秀賞」受賞[8]
- 2017年（平成29年）12月-日本タウン誌・フリーペーパー大賞2017　タブロイド部門「最優秀賞」受賞[9]
- 2018年（平成30年）12月-日本タウン誌・フリーペーパー大賞2018　「特別賞」受賞[10]
- 2019年（平成31年）12月-日本タウン誌・フリーペーパー大賞2019　タブロイド部門「優秀賞」受賞[11]
- 2021年（令和3年）11月-日本地域情報コンテンツ大賞2022　グルメ＆クーポン部門「優秀賞」[12]
- 2022年（令和4年）11月-日本地域情報コンテンツ大賞2022　タブロイド部門「優秀賞」、WEB部門「最優秀賞」（東広島デジタル）[13][14]
- 2023年（令和5年）11月-日本地域情報コンテンツ大賞2023　タブロイド部門「最優秀賞」、WEB部門「優秀賞」（東広島デジタル）[15][16]